# The Martinis
The Martinis est un groupe de rock américain, originaire de Los Angeles, en Californie. Formé en 1993, le groupe est constitué de Joey Santiago (précédemment guitariste des Pixies) et de sa femme Linda Mallari. Le couple est accompagné par Dawn Richardson à la batterie et Rachel Haden à la basse.

## Biographie
The Martinis est formé en 1993 à la veille de la séparation des Pixies. The Martinis comprend principalement à sa tête Joey Santiago et son épouse Linda Mallari. Santiago est né à Manille, dans les Philippines, et emménagera avec sa famille à Yonkers, à sept ans. Il passera cependant la majeure partie de sa jeunesse dans le Massachusetts et étudiera à la U. Mass Amherst.
Ils publient un album studio, intitulé Smitten sous le label Cooking Vinyl, le label qui a produit également les réalisations solo de Frank Black, ainsi sous les labels Artist Direct et Distracted/BMG. Smitten est noté par la presse spécialisée,,,. Leur chanson Free fait partie de la bande originale du film Empire Records.
Le groupe semble séparé bien qu'aucune annonce n'ait été faite. Joey Santiago et Linda Mallari ont divorcé en 2014.

## Discographie
- 1996 : Nothing in Common
- 1997 : Paper Doll / Flyer / People in the World (démo)
- 1998 : The Martinis
- 2004 : The Smitten Sessions EP (Distracted Records, avec en guest le batteur des Pixies, David Lovering sur la cinquième piste)
- 2004 : Smitten (Cooking Vinyl)